# Berberski makaki
Berberski makaki ili Gibraltarski majmun (lat. Macaca sylvanus) je sisavac iz reda primata iz porodice Cercopithecidae. Vrsta nastanjuje obronke gorja Atlas u Alžiru i Maroku, ali su prisutne i na Gibraltaru. Ova vrsta se smatra ugroženom. Njihova prehrana se sastoji uglavnom od biljaka i insekata, a žive na različitim staništima. Mužjaci žive najviše 25 godina, dok ženke mogu živjeti do 30 godina. Njihovi glavni predatori su leopardi, orlovi i domaći psi. Berberske makakije je imenovao Carl Linnaeus 1758. godine, zajedno s brojnim drugim vrstama navedenim te iste godine.